# Lophius budegassa
Lophius budegassa é uma espécie de peixes da família Lophiidae com distribuição natural pelo nordeste do Oceano Atlântico desde as ilhas britânicas até ao Senegal, no Mar Mediterrâneo e no Mar Negro.

## Descrição
Os membros desta espécie apresentam a forma típica dos peixes da sua família, atingindo contudo grandes tamanhos, com um comprimento máximo normal de cerca de 50 cm, embora esteja descrito um exemplar com 100 cm de comprimento. A espécie diferencia-se do tamboril-comum (Lophius piscatorius) por apresentar um peritoneu escuro que é visível através da pele do ventre, e por apresentar uma cabeça proporcionalmente menos larga e por ter o terceiro espinho cefálico mais curto.
Vive em águas muito profundas, pousado directamente sobre o fundo marinho, em profundidades entre 300 e 1000 metros.
Alimenta-se de organismos que nadam a média profundidade e que descem ao fundo para comer atraídos pelo seu ilício com esca bioluminescente, sendo as suas presas  preferencialmente peixes.
É uma espécie tradicionalmente pescada e comercializada.